# Bronny James
Pour les articles homonymes, voir James.
LeBron Raymone James Jr., couramment appelé Bronny James, né le 6 octobre 2004 à Akron dans l'Ohio, est un joueur professionnel américain de basket-ball mesurant 1,86 m, et évoluant aux postes de meneur et arrière. Il joue alternativement pour les Lakers de Los Angeles en National Basketball Association (NBA) et pour les Lakers de South Bay en NBA G League.
IL est le fils aîné de LeBron James, également joueur de basket-ball.

## Enfance et début de carrière
LeBron Raymone James Jr. naît le 6 octobre 2004 à Cleveland, en Ohio, de l'union entre LeBron James, alors âgé de 19 ans à l'époque, et de sa petite amie de longue date (maintenant épouse) Savannah Brinson, alors âgée de 18 ans. Ils se rencontrent pour la première fois au lycée de la St. Vincent–St. Mary High School à Akron, en Ohio. Bronny James est élevé par ses deux parents qui se marient en 2013,. Enfant, Bronny James pratique plusieurs sports, dont le basket-ball et le football américain. Cependant, son père ne lui permettait pas de jouer au football américain ou au hockey sur glace pour des raisons de sécurité. En 2014, Bronny James apparaît dans des résumés de basket-ball qui attirent alors l'attention nationale,,.
Avant le lycée, Bronny James évolue dans diverses équipes de basket-ball de l'Amateur Athletic Union (AAU). À l'âge de neuf ans, il évolue pour les Miami City Ballers lors d'un tournoi AAU de quatrième année, sous l'œil attentif de John Calipari, l'entraîneur des Wildcats du Kentucky. Durant le mois de juin 2015, Bronny James remporte avec l'équipe des Gulf Coast Blue Chips un championnat de quatrième année qui se déroule lors du League Dallas/Hype Sports Summer Jam.
En février 2018, Bronny James évoluant alors dans l'équipe de la Old Trail School située à Bath Township, dans le comté de Summit, en Ohio, a remporté au tournoi de l'Independent School League. En mars 2018, il aide les North Coast Blue Chips à remporter un titre lors du John Lucas All-Star Weekend se déroulant à Houston, dans le Texas,. Le 2 avril 2018, les North Coast Blue Chips terminent invaincus et remportent le championnat des moins de 13 ans lors du tournoi NY2LA Swish 'N Dish organisé dans le Wisconsin. En juin 2018, Bronny James représente la même équipe lors des championnats du Midwest de la Jr. National Basketball Association (NBA) contre des adversaires de neuvième année et atteint les quarts de finale.
Le 6 août 2018, Bronny James s'inscrit à la Crossroads School, une école privée de la maternelle à la terminale située à Santa Monica, en Californie. Les règles de l'État de Californie l'empêchent de rejoindre immédiatement l'équipe universitaire parce qu'il n'est alors qu'en huitième année,. Le 3 décembre 2018, lors de son premier match pour l'école, Bronny James inscrit 27 points. Son équipe remporte le match sur le score de 61-48 contre celle de la Culver City Middle School. En avril 2019, bien qu'il soit plus jeune que la plupart de ses concurrents à 14 ans, il rejoint l'équipe Strive for Greatness lors de la Nike Elite Youth Basketball League (EYBL) des moins de 16 ans à Indianapolis, dans l'Indiana, où il affronte un certain nombre de recrues alors très convoitées. Il s'attire également les louanges des recruteurs qui sont présents sur place,.

## Carrière au lycée

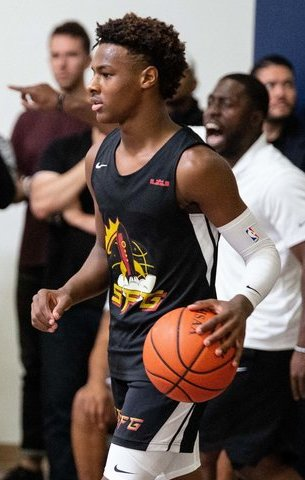
Bronny James joue avec son père (LeBron James) dans l'équipe AAU Strive For Greatness

### Sierra Canyon School (2019-2023)
Le 29 mai 2019, Bronny James est transféré pour sa première année de lycée à la Sierra Canyon School, une école privée de la maternelle à la 12e année. Elle est située dans le quartier de Chatsworth, à Los Angeles, en Californie. Il rejoint l'école avec son frère Bryce et Zaire Wade, fils du basketteur américain Dwyane Wade, coéquipier de longue date de son père LeBron James. Dans les mois qui suivent, Bronny James est suivi à la Sierra Canyon School par Brandon Boston Jr. et Ziaire Williams. Au début de la saison, l'équipe est considérée comme l'une des meilleures de l'enseignement secondaire du basket-ball. La chaîne de télévision américaine ESPN diffuse quinze de ses matchs.
Le 21 novembre 2019, Bronny James fait ses débuts au lycée, il marque 10 points en sortie de banc lors d'une victoire éclatante contre la Montgomery High School. Le 14 décembre 2019, Bronny James marque 15 points, dont un layup d'ouverture. Il est nommé meilleur joueur du match (MVP). Son équipe remporte le match sur le score de 59-56 contre la St. Vincent–St. Mary High School. Le 15 janvier 2020, il marque 17 points, son meilleur score de la saison, lors d'une victoire contre la Viewpoint School.
En première année, Bronny James marque 4,1 points et dispute 15 minutes par match en moyenne. Il est le seul joueur de la Sierra Canyon School à participer aux trente-quatre matchs de la saison. Lors de sa deuxième saison, Bronny James se déchire le ménisque, blessure nécessitant une intervention chirurgicale pour le réparer. Le 22 décembre 2021, il remporte le 37e championnat annuel 'Iolani Classic qui est disputé à Honolulu, capitale de l'archipel de Hawaï. Son équipe remporte le match sur le score de 52-49 contre la St. Paul VI High School,. Lors de ce match, Bronny James marque 9 points, récupère 5 rebonds et réalise 5 passes et une interception. Le 15 janvier 2022, son équipe s'incline contre la St. Paul VI High School en finale du Bass Pro Tournament of Champions disputé à Springfield, dans le Missouri, sur le score de 72-65,. Lors de ce match, Bronny James inscrit 13 points, récupère 6 rebonds et réalise 3 passes et 2 interceptions.
Bronny James sélectionné pour participer au McDonald's All-American Boys Game qui a lieu à Houston, au Texas, et est également nommé dans l'équipe des États-Unis pour le Nike Hoop Summit,. Il termine deuxième du concours de dunk McDonald's All-American et marque 15 points lors du McDonald's All-American Boys Game en réussissant cinq tirs à trois points. Lors du Nike Hoop Summit, il enregistre 11 points, 4 rebonds, 2 interceptions et un contre décisif, menant l'équipe des États-Unis à la victoire.

## Carrière universitaire

### Trojans de l'USC (2023-2024)
Le 6 mai 2023, Bronny James annonce sur Instagram qu'il s'engage auprès des Trojans de l'université de Californie du Sud (USC),,,,. Deux autres universités étaient également dans les choix possibles de Bronny James : l'université d'État de l'Oregon et l'université d'État de l'Ohio (OSU),,,.
En juillet 2023, lors d'un entraînement avec les Trojans de l'USC, Bronny James fait un arrêt cardiaque et est conduit à l'hôpital. Il sort de l'hôpital quelques jours plus tard. Selon la famille James, cet arrêt cardiaque serait dû à une « malformation cardiaque congénitale » et Bronny James devrait rejouer au basket-ball dans « un avenir très proche »,. Il subit ensuite une opération chirurgicale pour traiter sa cardiopathie.
Après plusieurs examens médicaux, Bronny James reçoit l'autorisation de rejouer. Le 10 décembre 2023, il dispute sa première rencontre universitaire,.

## Carrière professionnelle

### Lakers de Los Angeles (depuis 2024)
Lors de la draft 2024 de la NBA, Bronny James est choisi en 55e position par les Lakers de Los Angeles, équipe dans laquelle son père évolue,. Sur Instagram, il réagit : « Beyond Blessed » (en français : « Au-delà de la bénédiction »). Concernant ce transfert, Rob Pelinka, le directeur général de l'équipe californienne, dit : « Le plus grand moment du sport s'est déroulé avec les Lakers. C'est ainsi que nous sommes construits, et nous sommes impatients de voir cette histoire se dérouler ». « Mon rêve a toujours été de faire connaître mon nom, de me faire un nom et, bien sûr, d'atteindre la NBA » racontait Bronny James un mois plus tôt, au NBA Draft Combine.
Bronny James joue son premier match professionnel le 22 octobre 2024 et rentre sur le terrain en même temps que son père. Il joue 3 minutes et ne marque aucun point (0 sur 2 au tir).

## Recrutement
Lorsque Bronny James avait neuf ans, Thad Matta, alors entraîneur de l'équipe de basket-ball des Ohio State Buckeyes plaisante en disant qu'il doit lui offrir une bourse d'études. En 2015, Bronny James reçoit déjà des offres de bourses de basket-ball de la part d'universités, bien que les noms spécifiques ne soient pas annoncés. Son père commente en disant que « cela devrait être une violation » et que « vous ne devriez pas recruter des enfants de 10 ans ».
En 2021, son profil de recrutement affiché sur le site web 247Sports.com indique que les écoles qui l'intéressent sont celle des Wildcats du Kentucky, des Blue Devils de Duke, des Jayhawks du Kansas, des Tar Heels de l'université de Caroline du Nord à Chapel Hill et des Bruins de l'université de Californie à Los Angeles. L'université du Kentucky étant la seule école à lui avoir fait une offre de bourse.
247Sports.com fait passer Bronny James de la 27e à la 52e place dans son classement des espoirs au début de son année junior. Il passe de la 49e à la 43e place sur la liste d'ESPN au cours de son année junior, après avoir commencé sa première année classée dans la vingtaine et avoir été classé meilleur joueur de la classe de 2023 alors qu'il était au collège.
Après son parcours au lycée, Bronny James apparaît dans les prévisions de classement pour la draft 2024 de la NBA. En juillet 2023, il est prévu au premier tour de cette draft.

## Profil de joueur
Bronny James mesure actuellement 1,91 mètre et peut jouer les positions de meneur et d'arrière. Il a une « frappe douce » et est un habile passeur et manipulateur de ballon,. Les recruteurs saluent également son « sens du jeu » et son sang-froid sur le terrain de basket.
Au début de sa huitième année, il décide de porter le maillot numéro 23 en l'honneur de son père. Il porte par la suite le numéro 0 comme son joueur de basket-ball préféré, Russell Westbrook,,. Pour sa première saison avec les Trojans de l'USC, il porte le nom « James Jr. » sur le dos de son maillot et prend le numéro 6, celui que portait son père au Heat de Miami entre 2010 et 2014 puis pendant quelque temps aux Lakers de Los Angeles.

## Vie personnelle
Bronny James a un frère cadet, Bryce Maximus James et une sœur cadette, Zhuri James. Son parrain est Chris Paul, basketteur américain.